# Altagor
André Vernier (Joeuf, 1915 – Paris, 1992), conhecido como Altagor, foi um poeta, músico, pintor e "artista total" francês que evoluiu à margem do movimento letrista. Vernier nasceu em Joeuf, no seio da classe trabalhadora industrial da Lorena, moldada pela Primeira Guerra Mundial. Um gênio sufocado por um pai tirânico, essa criança precoce e sonhadora, com uma memória prodigiosa, aprendeu a ler sozinho. Aos sete anos, já recitava poesia clássica de cor e vagava pelas densas florestas circundantes para declamar uma corrente de linguagem inventada que perseguiria ao longo da vida: Kalaandre irone sigor... eriande akernoeuze. O ápice de sua obra parece ser a fala transformadora, uma oralidade afirmada que se opõe a todas as normas culturais — uma linguagem hiperabstrata que emprega todos os ritmos e sons do aparelho vocal, transcendendo todas as suas outras mídias: música, pintura, escritos teóricos ou sociais.
Altagor começou a escrever poesia aos 14 anos. Trabalhando como mineiro, compôs longas sinfonias e poemas surrealistas. Em 1963, construiu um novo instrumento chamado "Pantofone" para cordas tocadas com arco, o "Plectrofone" e o percussivo "Metafone" para elásticos.

## Os Papéis de Altagor
Os Papéis de Altagor, que abrangem o período de 1930 a 2009, contêm correspondências, documentos pessoais, escritos, obras de arte, material impresso, objetos, discos de vinil, fitas de áudio e outros documentos do artista Altagor, também conhecido como André Vernier, ou relacionados a ele. Esses materiais documentam os escritos de Altagor, incluindo rascunhos de seus romances, manifestos, poemas datilografados, poemas sinfônicos (também conhecidos como poesia fonética ou sonora) e suas obras mais conhecidas, "Discours absolu" e "Simonia".
Esta coleção, que está disponível para pesquisadores na Universidade de Yale, também contém as criações musicais de Altagor, incluindo suas composições e partituras do pós-guerra, bem como projetos para seus instrumentos musicais e o protótipo de um deles, o "Pantofone". Cadernos, correspondências e fitas de rolo documentam suas performances, sua prática criativa e seu envolvimento com o letrismo.

## Citações
Um encontro fictício entre Altagor e o poeta romeno Isidore Isou, considerado o fundador do Letrismo, é descrito no livro "O espírito da ficção científica", do escritor chileno Roberto Bolaño.